# Sabretooth
Sabretooth (echte naam Victor Creed) is een personage uit de strips van Marvel Comics, en de aartsvijand van de X-Men Wolverine. Hij werd bedacht door Chris Claremont en John Byrne, en verscheen voor het eerst in de strip Iron Fist #14 (augustus 1977).
Sabretooth is een mutant met veel krachten gelijk aan die van Wolverine. Hij bezit ook een geneesfactor, messcherpe klauwen en tanden. Hij is een bloeddorstige psychopaat die vele mensen heeft vermoord om aan zijn beestachtige behoeftes als huurmoordenaar te voldoen.
Sabretooth was net als Wolverine het slachtoffer van een Koude Oorlog-supersoldatenprogramma genaamd Weapon X. Mede dankzij hun tijd bij Weapon X ziet Sabretooth Wolverine als een rivaal en probeert zijn leven zo veel mogelijk te vergallen. Maar daar waar Wolverine probeert zijn beestachtige natuur onder controle te houden, speelt Sabertooth er zo veel mogelijk op in.

## Geschiedenis
Sabertooth gebruikt vaak de naam Victor Creed, maar het is niet bekend of dit inderdaad zijn echte naam is. Net als bij Wolverine is met Sabretooths herinneringen gerommeld door de wetenschappers van Weapon X, waardoor hij zich niet veel van zijn verleden herinnert. Zijn jongste en sterkste herinnering is dat hij werd mishandeld door zijn vader, hoewel die herinnering kan zijn geïmplanteerd door Weapon X. Hoewel het niet bekend is of deze herinnering klopt, kan het wel een verklaring zijn voor Sabretooth's psychopathische gedrag.
Tijdens zijn periode als lid van Team X, een CIA team, ontmoette Sabretooth de mutant Mystique, met wie hij een zoon kreeg: Graydon Creed. Graydon was vreemd genoeg een normaal mens, die later een fanatiek mutantenhater werd. Een tijdje dacht Sabretooth dat hij Wolverines vader was, maar later toonde een genetische test van S.H.I.E.L.D. aan dat hij ernaast zat.
In 1968 werkte Sabretooth als huurmoordenaar in Saigon, waar hij werd ingehuurd door een individu genaamd de White Devil. Hij werkt ook een tijdje samen met de Constrictor, maar later verbraken ze hun samenwerking en vermoordde Sabretooth Constrictor bijna. Over de jaren vocht Sabretooth ook met Luke Cage en zijn partner Iron Fist, Daredevil, Spider-Man, en de Black Cat.
Sabretooth werd later door Gambit gerekruteerd voor Mister Sinisters groep de Marauders, en deed mee aan de moord op vele Morlocks (bekend als de "Mutant Massacre"). Daarna werd hij ingehuurd door Hand, die zijn krachten nog verder vergrootte.
Toen zijn bloeddorstigheid verder toenam vroeg Sabretooth de mutant Birdy om hulp. Dankzij haar kon Sabretooth zichzelf een tijdje in bedwang houden, totdat Birdy werd vermoord door Sabretooths zoon Graydon. Uit wanhoop sloot Sabretooth zich zelfs even bij de X-Men aan in de hoop dat Professor X hem kon helpen. Toen Wolverine later Sabretooth in zijn hersenen stak met zijn klauwen, genas dit op dusdanige wijze dat Sabretooth immuun werd voor telepathische aanvallen.
Sabretooth werd gevangen en overgedragen aan dr. Valerie Cooper, die hem dwong lid te worden van het door de overheid gesponsorde team X-Factor. Sabretooth ontsnapte en werd weer een huurmoordenaar. Tijdelijk verkreeg hij net als Wolverine een adamantium skelet en klauwen van de mutant Apocalypse, maar die verwijderde dit later weer om Wolverine (die dankzij Magneto zijn adamantium skelet kwijt was geraakt) zijn adamantium skelet terug te geven. Sabretooth sloot zich daarna aan bij Mystiques versie van de Brotherhood of Mutants, en hielp bij hun poging om senator Robbert Kelly te vermoorden. Later werd Sabretooth gedwongen lid te worden van de nieuwste incarnatie van Weapon X, waarbij hij opnieuw een adamantium skelet kreeg. Ook werd Sabretooths geneesfactor vergroot.
Sabretooth sloot zich uiteindelijk aan een nieuwe incarnatie van de Brotherhood of Mutants, bestaande uit Avalanche, Mammomax, Exodus en Black Tom Cassidy, en hielp bij hun aanval op Xaviers school. Na het gevecht tussen deze Brotherhood en de X-Men beweerde Wolverine dat hij Sabretooth (buiten beeld) gedood had, maar aangezien Creed werd gezien in "X-Men: The 198 Files," is het wel duidelijk dat hij nog leeft.
Het is bekend dat Sabretooth zich vanaf X-Men (2e series) #188 zal aansluiten bij de X-Men. Schrijver Mike Carey maakte echter bekend niet van plan te zijn van Sabretooth opeens een soort held te maken. Hij is en blijft een beestachtige moordmachine. De precieze reden waarom hij bij de X-Men komt is nog niet bekend.

## Oorsprong van Sabretooth
Toen Chris Claremont Sabretooth bedacht, was hij van plan uiteindelijk te onthullen dat Sabretooth Wolverines vader was. In Wolverine Vol. 2 #42 werd dit plan echter verworpen. Er is echter geen bewijs dat het niet mogelijk is dat Sabretooth en Wolverine op een andere manier familie van elkaar zijn.
Een andere mogelijkheid is dat Sabretooth een kloon is. Tijdens zijn verblijf bij de Marauders werd hij fataal verwond door Caliban van de Morlocks, maar Sabretooth keerde later toch terug. Mister Sinister onthulde dat hij van de Marauders die waren gesneuveld in het gevecht genetisch identieke klonen had gemaakt. Het is ook mogelijk dat hij deze klonen extra krachten gaf die ze oorspronkelijk niet hadden. Dit plan werd eveneens later verworpen, en in Gambit volume 3 #8 werd onthuld dat Sabretooth de enige Marauder was die niet is gekloond.
In de film X-Men Origins: Wolverine wordt bekend dat hij en Wolverine broers van elkaar te zijn, en vechten ze jarenlang samen tot een ruzie hen uiteen drijft.

## Krachten en vaardigheden
Sabretooth is een mutant met zowel natuurlijke als kunstmatige krachten. Zijn sterkste kracht is zijn geneesfactor, die hem in staat stelt enorme verwondingen razendsnel te genezen. Hij kan zelfs hele organen doen teruggroeien. Verder is hij immuun voor vergiften en ziekten. Net als Wolverines geneesfactor verschilt het niveau van Sabretoots genezende kracht per strip, afhankelijk van de schrijver.
Sabretooth bezit bovennatuurlijke zintuigen die gelijk zijn aan die van veel dieren. Hij kan voorwerpen veel scherper en op grotere afstand zien dan normale mensen. Hij kan ook dingen in het infrarood en ultraviolet spectrum zien, wat hem nachtzicht geeft. Zijn gehoor is op een identieke manier versterkt, zodat hij dingen kan horen die een normaal mens niet kan horen. Zijn reuk is dermate groot dat hij doelwitten kan opsporen via hun geur.
Veel van Sabretooths fysieke eigenschappen zijn groter dan die van een mens. Hij bezit in zekere mate bovennatuurlijke kracht. De limiet hiervan is niet bekend, maar in Uncanny X-Men #213 bleek dat hij sterk genoeg is om een ijzeren halter te breken. Over de jaren is zijn kracht verder versterkt door onder andere zijn inmiddels overleden zoon Graydon Creed en het Weapon X programma. Net als zijn geneesfactor, verschilt Sabretooths krachtniveau per strip, afhankelijk van de schrijver. Sabretooths wendbaarheid en reflexen zijn eveneens groter dan die van een normaal mens. Sabretooths fysieke uiterlijk vertoond veel dierachtige mutaties, waaronder scherpe tanden en intrekbare klauwen. Zelfs voordat ze met adamantium werden bedekt waren zijn tanden al scherp genoeg om door menselijk bot te kunnen bijten.
Tweemaal verkreeg Sabretooth net als Wolverine een met adamantium bedekt skelet en klauwen. De eerste keer van de mutant Apocalypse, die dit later doorgaf aan Wolverine. De tweede keer van Weapon X.
Naast al zijn krachten is Sabretooth ook een ervaren vechter, die getraind is door verschillende organisaties zoals de CIA, Weapon X en HYDRA. Hij is een ervaren jager en kan zelfs zonder zijn versterkte zintuigen iemand opsporen. Hij is in de loop der jaren ook immuun geworden voor telepathische aanvallen, mede door toedoen van Wolverine. Ondanks dat zijn extreme arrogantie hem dom doet overkomen is Sabretooth behoorlijk intelligent. Hij hackte zelfs overheidscomputers om geheime informatie te stelen.

## Ultimate Sabretooth
In het Ultimate Marvel universum was Sabretooth een mutantsoldaat in dienst van Weapon X. Hij was blijkbaar de enige mutant die zich vrijwillig had aangesloten bij het programma. Hij is in de meeste opzichten gelijk aan zijn tegenhanger uit de standaard strips, met als verschil dat hij operatief vier adamantium klauwen kreeg geïmplanteerd in een poging Wolverine te verslaan na vele nederlagen.
Sabretooth vermoordde op brute wijze Wolverines vrouw en kind, die hem vervolgens wist te verslaan. Met Sabretooths nederlaag tegenover Wolverine werd het programma beëindigd. Sabretooth overleefde zijn gevecht met Wolverine en sloot zich aan bij Magneto's Brotherhood of Mutants. Hij ontmoette Wolverine weer en ging in een overmoedige bui opnieuw het gevecht met hem aan. In het gevecht onthoofdde Wolverine Sabretooth.
Sabretooth werd hierna lange tijd dood gewaand, tot hij later toch weer terugkeerde. Hij verklaarde dat zijn hoofd gedeeltelijk vast was blijven zitten aan zijn lichaam, wat hem in staat stelde te overleven en te genezen. Hij deed tevens de schokkende onthulling dat hij Wolverines biologische vader is. Echter, dit is hoogstwaarschijnlijk een leugen om in Wolverines buurt te kunnen komen.
In deze serie heeft Sabretooth een adamantium skelet tot op zijn nagels. Hij is in dit universum er stellig van overtuigd dat mutanten alleen maar kunnen vechten en hij maakt deze stelling zelf vaak genoeg waar. Sabretooth heeft ook nog 4 admatium klauwen
(voor elke knokkel een)

## Sabretooth in andere media
Sabretooth verscheen in de animatieseries X-Men (stem door Don Francks) en X-Men: Evolution (stem door Michael Donovan). In beide was hij een helper van Magneto. Tevens heeft hij een gastrol in de animatiefilm Hulk Vs.

### Films
Sabretooth werd gespeeld door acteur Tyler Mane in de X-Men film uit 2000. In de film was hij een helper van Magneto. Aan het eind van de film wordt hij door het hoofd van het Vrijheidsbeeld geschoten door Cyclops, en valt na een kort gevecht met Wolverine van het beeld op een boot. Hij komt verder in geen van de andere films voor. In de boekversie van de tweede film X2: X-Men United wordt bekendgemaakt dat Sabretooth de val overleefde en nu opgejaagd werd.
In de film X2 verscheen zijn naam op een computerscherm waarop een lijst van mutanten werd getoond.
Sabretooth wordt gespeeld door Liev Schreiber in de film X-Men Origins: Wolverine. Hierin blijken hij en Wolverine broers van elkaar te zijn, en vechten ze jarenlang samen tot een ruzie hen uiteen drijft.

### Marvel Cinematic Universe
In de derde Deadpool film Deadpool & Wolverine uit 2024 verschijnt de Sabretooth versie uit X-Men (2000) in de Void van het Marvel Cinematic Universe, wederom gespeeld door Tyler Mane. Hierin werkt hij voor Cassandra Nova.